# ジェレミー・シャダ
ジェレミー・シャダ（Jeremy Shada、1997年1月21日 - ）は、アメリカ合衆国の俳優・声優。

## 出演作品
- アドベンチャー・タイム（フィン）
- ERXI緊急救命室#229（ボビー・メトカフ）
- Julie and the Phantoms